# Stylophora flabellata
Espèce
Statut CITES
Stylophora flabellata est une espèce de coraux de la famille des Pocilloporidae.

## Systématique
Le nom valide complet (avec auteur) de ce taxon est Stylophora flabellata Quelch (d), 1886.